# Lhuna
"Lhuna" humanitarna je pjesma britanskog glazbenog sastava Coldplay i australske pjevačice Kylie Minogue.

## O pjesmi
Snimljena je tijekom snimanja albuma Viva la Vida or Death and All His Friends, ali nikad nije izdana. Kad se pitalo zašto se pjesma nije pojavila na albumu, Chris Martin rekao je da je bila previše "sexy". Očekivalo se da će se pjesma pojaviti na EP-u Prospekt's March, ali to se nije dogodilo. Napokon, objavljena je kao humanitarni singl 1. prosinca 2008. da promovira Svjetski dan AIDS-a.

## Popis pjesama
- Digitalni download:

1. Lhuna - 4:44